# Deutsches Kochbuchmuseum

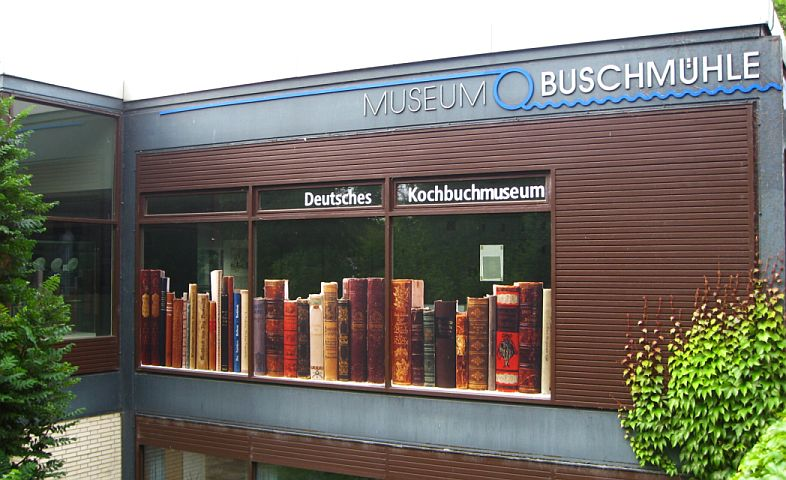
Der alte Standort des Museums im Westfalenpark

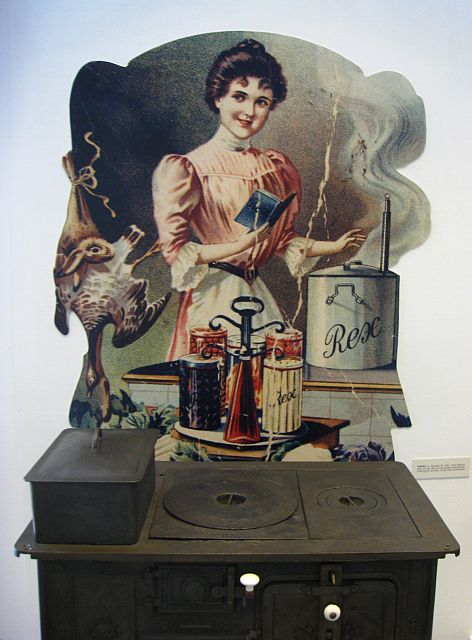
Eine typische Innenansicht: Ein alter Herd vor einem klassischen Küchenbild

Das Deutsche Kochbuchmuseum wurde am 2. Oktober 1988 als Außenstelle des Museums für Kunst und Kulturgeschichte Dortmund im Dortmunder Westfalenpark eröffnet. Im Mittelpunkt des Museums stand Henriette Davidis, die von 1856 bis 1876 in Dortmund lebte. Anfang 2011 wurde der Standort aufgegeben, eine Neueröffnung in der Dortmunder Innenstadt mit einer neuen Konzeption ist am Ostwall erfolgt.
Das Museum will anhand der ausgestellten Puppenküchen, Herde und Kochgeräte sowie der Kochbuchsammlung, Gesellschaftsleben und Küchentechnik, Sozialunterschiede und Tischkultur erlebbar machen. Davon ausgehend sollten die größeren Lebenszusammenhänge, das Bild der Familie und das Frauenverständnis im 19. Jahrhundert und die Auswirkungen bis in heutige gesellschaftliche Konventionen nachgezeichnet werden.
Die Neukonzeption der Dauerausstellung in der Dortmunder Innenstadt ist um weitere Themen wie „Kulturelle Vielfalt“ und „Gesunde, schmackhafte Ernährung“ ergänzt und erweitert worden.
Zum Bestand der Kochbuchbibliothek gehören mehr als 15.000 Titel. Den Mittelpunkt bildet die Literatur für Küche und Haus im 19. und 20. Jahrhundert im deutschsprachigen Raum.